# Amphiurophilus amphiurae
Amphiurophilus amphiurae är en hoppkräfteart  som först beskrevs av Edgard Hérouard 1906.  Amphiurophilus amphiurae ingår i släktet Amphiurophilus, klassen Maxillopoda, fylumet leddjur och riket djur. Inga underarter finns listade i Catalogue of Life.